# 槟榔屿 (金门县)

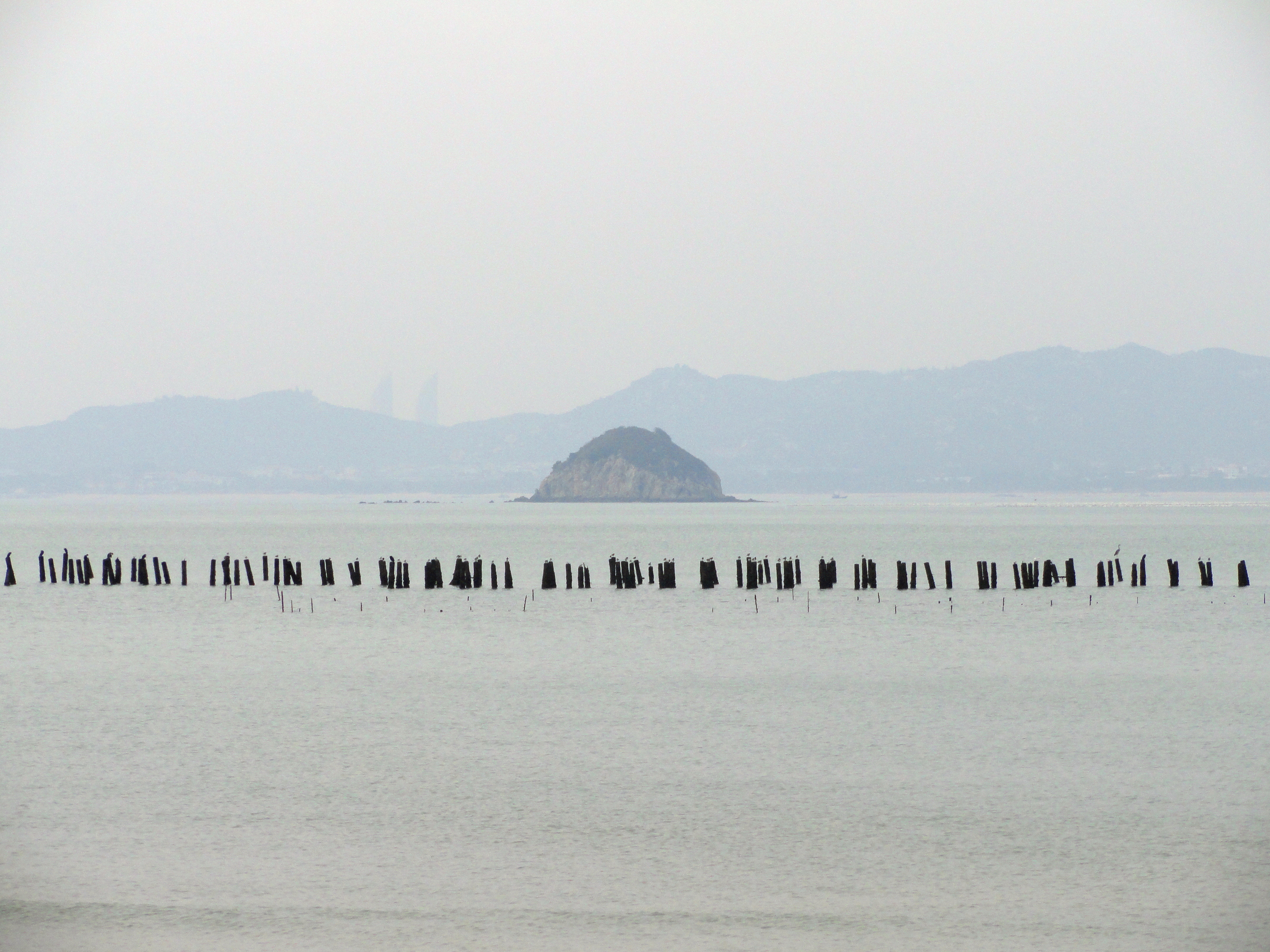
在金门烈屿乡拍摄的槟榔屿，背景是厦门岛。

檳榔嶼為中華民國福建省金門縣的島嶼。檳榔嶼位于烈屿与厦门岛思明区之间，东经118°11'，北纬24°26'。面积2.08万平方米（約2公頃），高程34.3米。西南与烟屿相邻，距金门县烈屿乡2.3公里，距厦门岛3.5公里，距漳州浯屿12公里，距泉州大佰岛30公里。因形似椭圆形槟榔而得名。植被覆盖率40%。

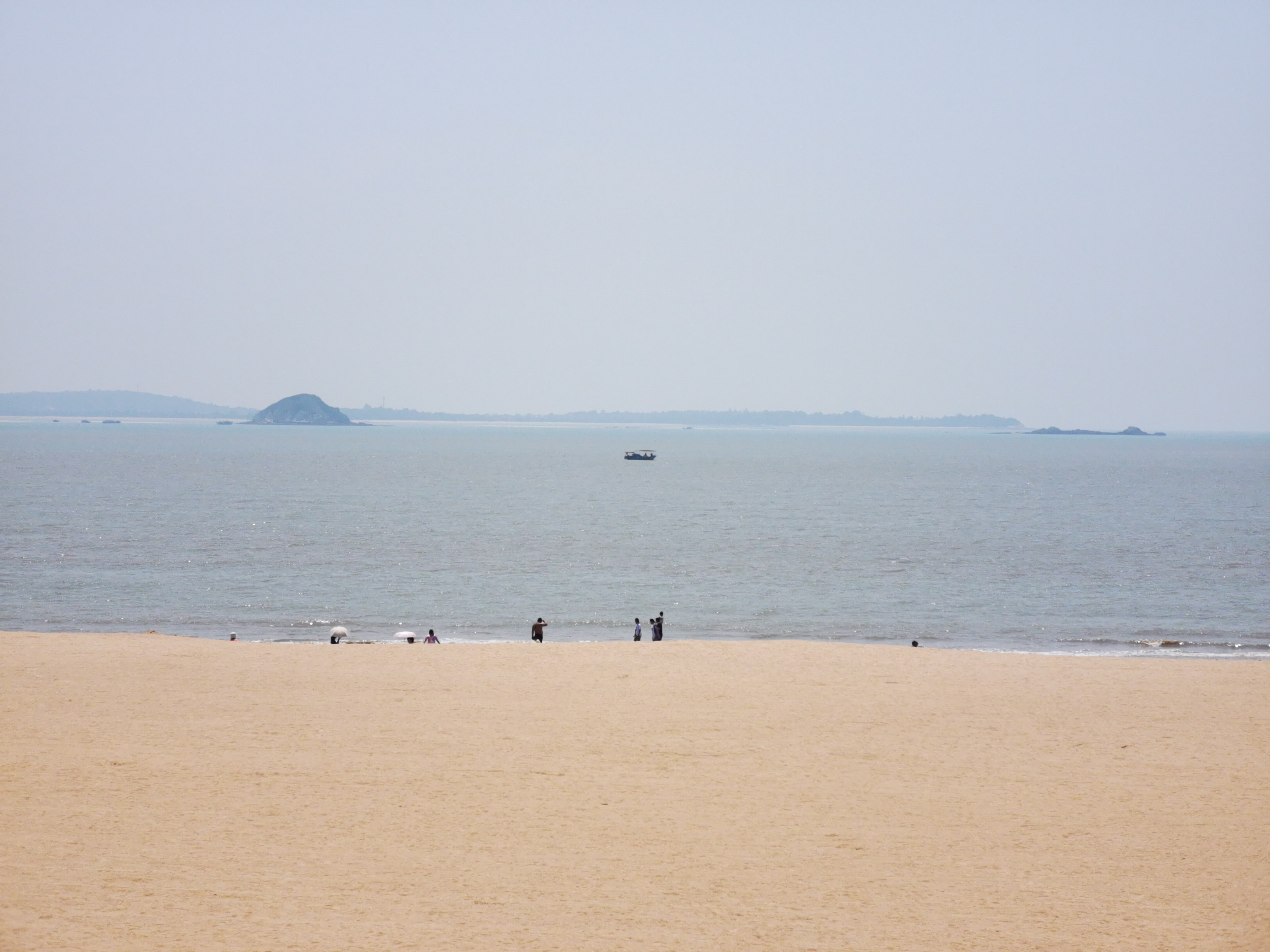
在廈門拍攝的檳榔嶼，背景是金門列嶼。（左）

## 历史
厦门百姓流传一则故事：说金门国军将青天白日旗插在岛上，共军看不顺眼，就划着小船，将青天白日旗扳倒，插上五星红旗。第二天，发现五星红旗被他们换掉了，于是又划着小船过去……日復一日的輪替交手。後來有人看不過去，在島上放了一群毒蛇使人們無法登岸，过了很久，小岛上也就不再出现旗子。再后来，大陆与金门百姓常将小船停靠在那个岛屿上交换物品，小小的岛屿成了两地民间联系交流的桥梁。现岛上已成立槟榔屿妈祖文化村。
2020年3月16日上午，海巡艇在檳榔嶼海域驅離中共非法越界的十多艘漁船。漁船船員投擲石塊、酒瓶，也用漁船衝撞海巡署多功能艇。